# Királyfia
Királyfia (szlovákul: Kráľovianky) egykor önálló falu, ma Somorja városrésze Szlovákiában, a Nagyszombati kerület Dunaszerdahelyi járásában.

## Fekvése
Somorja központjától 3 km-re délkeletre fekszik, Tejfaluhoz és vele együtt Somorjához tartozik.

## Története
Fényes Elek szerint "Királyfia, Pozsony m. magyar falu, Somorjához 1 fertálynyira: 66 kath., 14 ref. lak. F. u. b. Jeszenák, Bátló, s mások."
Pozsony vármegye monográfiája így ír a településről: "Királyfia, felsőcsallóközi magyar kisközség, 55 házzal és 391, róm. kath. vallású lakossal. Régi nemesi község, melynek csak a mult század elejéről ismerjük két nagyobb nemesi birtokosát, u. m. a Jeszenák bárói és a Botló családot. 1848-ban itt kisebb ütközet volt, melynek emlékére emlékoszlopot emeltek. Temploma nincs a községnek, melynek postája, távírója és vasúti állomása Somorja."
1920-ig Pozsony vármegye Somorjai járásához tartozott, majd Csehszlovákiához került. 1938 és 1945 között újra Magyarországhoz tartozott.

## Népessége
1910-ben 47 túlnyomórészt magyar lakosa volt.

## Külső hivatkozások
- Somorja város hivatalos honlapja
- Királyfia Szlovákia térképén